# Resolutie 1865 Veiligheidsraad Verenigde Naties
Resolutie 1865 van de Veiligheidsraad van de Verenigde Naties werd unaniem door de VN-Veiligheidsraad aangenomen op 27 januari 2009. De resolutie verlengde het mandaat van de vredesmacht in Ivoorkust en dat van de ondersteunende Franse troepen met een half jaar.

## Achtergrond
In 2002 brak in Ivoorkust een burgeroorlog uit tussen de regering in het christelijke zuiden en rebellen in het islamitische noorden van het land. In 2003 leidden onderhandelingen tot de vorming van een regering van nationale eenheid en waren er Franse en VN-troepen aanwezig. In 2004 zegden de rebellen hun vertrouwen in de regering op en namen opnieuw de wapens op. Op 6 november kwamen bij Ivoriaanse luchtaanvallen op de rebellen ook 9 Franse vredeshandhavers om. Nog die dag vernietigden de Fransen de gehele vloot van de Ivoriaanse luchtmacht, waarna ongeregeldheden uitbraken in de hoofdstad Abidjan.

## Inhoud

### Waarnemingen
De geplande presidentsverkiezingen in Ivoorkust liepen vertraging op en zouden mogelijk voor de derde keer uitgesteld worden. De Veiligheidsraad veroordeelde alle pogingen om het vredesproces in het land te destabiliseren. Ondanks verbeteringen bleven er zich ook mensenrechtenschendingen voordoen.

### Handelingen

#### Ter ondersteuning van het Ouagadougou-akkoord
De Ivoriaanse partijen werden opgeroepen de registratie van stemmers voor eind februari 2009 te voltooien.
Er werd ook aangedrongen snel een nieuw realistisch tijdskader voor de presidentsverkiezingen overeen te komen.
Ook moest voort worden gemaakt met het creëren van veilige omstandigheden door onder meer milities te
ontmantelen, een demobilisatieprogramma, de eenmaking van het leger en het herstel van het staatsgezag in
heel het land. De Veiligheidsraad was ook nog steeds bereid gerichte maatregelen op te leggen tegen zij die
het vredesproces bedreigden. Voorts moesten alle partijen maatregelen nemen tegen geweld tegen de bevolking.

#### Verlenging van het mandaat van UNOCI en de Franse troepen
De Veiligheidsraad besliste het mandaat van de UNOCI-vredesmacht en dat van de Franse
ondersteunende troepen te vernieuwen tot 31 juli 2009; vooral om de organisatie van vrije, open,
eerlijke en transparante verkiezingen te ondersteunen. Ook werd besloten het geautoriseerde troepenaantal terug
te brengen van 8115 tot 7450.

## Verwante resoluties
- Resolutie 1826 Veiligheidsraad Verenigde Naties (2008)
- Resolutie 1842 Veiligheidsraad Verenigde Naties (2008)
- Resolutie 1880 Veiligheidsraad Verenigde Naties
- Resolutie 1893 Veiligheidsraad Verenigde Naties

Lijst ·  1860 ·  1861 ·  1862 ·  1863 ·  1864 ·  1865 ·  1866 ·  1867 ·  1868 ·  1869 ·  1870 ·  1871 ·  1872 ·  1873 ·  1874 ·  1875 ·  1876 ·  1877 ·  1878 ·  1879 ·  1880 ·  1881 ·  1882 ·  1883 ·  1884 ·  1885 ·  1886 ·  1887 ·  1888 ·  1889 ·  1890 ·  1891 ·  1892 ·  1893 ·  1894 ·  1895 ·  1896 ·  1897 ·  1898 ·  1899 ·  1900 ·  1901 ·  1902 ·  1903 ·  1904 ·  1905 ·  1906 ·  1907